# تنسی ارنی فورد
تنسی ارنی فورد (انگلیسی: Tennessee Ernie Ford؛ ۱۳ فوریهٔ ۱۹۱۹ – ۱۷ اکتبر ۱۹۹۱) یک موسیقی‌دان اهل ایالات متحده آمریکا بود.